# Imigração em Mato Grosso do Sul
Página referente a imigração do estado brasileiro de Mato Grosso do Sul. Durante seus quase quinhentos anos de história espanhola, portuguesa e brasileira, a chegada de imigrantes, colonizadores e conquistadores foi constante. Desde que o primeiro colonizador europeu, Aleixo Garcia, que teria pisado em seu território em 1524, ao percorrer a trilha do Peabiru, o estado de Mato Grosso do Sul recebeu migrantes de diversas partes do Brasil nas diferentes fases de sua ocupação. Visando a substituição da mão-de-obra escrava por trabalhadores livres no Brasil, o Governo Imperial passou, a partir da segunda metade do século XIX, a promover mais ativamente a imigração, principalmente europeia, para solos tupiniquins. Desta época até o nacionalismo do Estado Novo, que dificultou a imigração, o Brasil
recebeu milhões de imigrantes, não só europeus. O sul matogrossense não foi exceção.
A partir de 1890, o estado de Mato Grosso – notadamente o sul matogrossense – apresentou uma população de estrangeiros crescente, superior a 6% da população total, até 1920, quando o número decaiu para entre 5 e 3% da população em 1970. De qualquer maneira, no período entre 1872 e 1970, o Mato Grosso e o sul matogrossense tiveram continuadamente uma população estrangeira acima da média nacional, caso este que somente se repetiu com quatro outros estados e a cidade do Rio de Janeiro. Na cidade de Corumbá, por exemplo, era difícil localizar quem falasse o idioma português. Entre 1920 e 1970, mais de 50% dos estrangeiros que habitavam o Mato Grosso eram paraguaios. Outros 13% eram naturais da Bolívia.
| Imigração para MS (est. 2000) | Imigração para MS (est. 2000) | Imigração para MS (est. 2000) |
| Nº de migrantes masculinos    | Nº de migrantes femininos     | Total geral                   |
| ----------------------------- | ----------------------------- | ----------------------------- |
| 87.722                        | 36.744                        | 124.466                       |

## Europa

### Imigração germânica, austríaca, e de europeus do leste
Na década de 1920, a Europa ainda sofria as consequências da Primeira Guerra Mundial. Fazendo uso das dificuldades econômicas daquela região, principalmente dos países vizinhos à Alemanha, foram várias as empresas que se dedicaram a promover, mediante pagamento, a emigração para países como Estados Unidos e Brasil.
A Companhia de Colonização Alemã Hacker foi uma dessas que possibilitou a vinda de imigrantes alemães, búlgaros, poloneses, russos, austríacos e romenos para o Brasil, mais especificamente para o sul matogrossense, a lugares como a Colônia de Terenos, novo núcleo agrícola próximo a Campo Grande. Devido a vários problemas, no entanto, mesmo com a ajuda da Prefeitura de Campo Grande, essa colônia fracassou e muitos dos colonizadores partiram de volta à Europa ou para o Sul do Brasil.
De qualquer maneira, no ano de 1960, o censo do IBGE registrou 232 alemães em Mato Grosso. A maioria deles se encontrava no sul matogrossense, pois, após a divisão do estado, em 1980, era 176 o número de alemães no Mato Grosso do Sul segundo o IBGE.
A partir de 1972 começam a chegar os imigrantes holandeses a Maracaju e o município passa a ser o berço da imigração holandesa no estado.

### Imigração italiana
Embora o sul matogrossense tenha recebido imigrantes italianos, a maior parte dos ítalo-sul-matogrossenses descende de imigrantes que inicialmente tiveram passagem por estados como São Paulo, Rio Grande do Sul e Paraná (mais informações aqui).
Isso se deveu à falta de oportunidades nesses estados, principalmente no sul do Brasil, o que fez com que milhares de sulistas migrassem para a região Centro-Oeste, em especial para o Mato Grosso do Sul. Entre esses migrantes, figuravam milhares de ítalo-brasileiros. A população italiana e ítalo-descendente no estado de Mato Grosso do Sul hoje representa cerca de 5% da população.

### Imigração ibérica (portuguesa e espanhola)
Como é o caso do Brasil, ela é o maior grupo étnico de Mato Grosso do Sul, tem desde seus primórdios, recebido imigrantes espanhóis e portugueses. No século XX, uma grande onda migratória se deu entre 1929 e 1961, tendo sido portugueses, por exemplo, os construtores da primeira estrutura de concreto armado do então Mato Grosso, a "Ponte Velha", de Coxim. No ano de 2003, a colônia portuguesa em Mato Grosso do Sul possuía aproximadamente dois mil e quinhentos integrantes.
Refletindo o fato de que no Brasil os espanhóis são a terceira etnia de imigrantes europeus mais numerosa, em Mato Grosso do Sul a porcentagem de seus descendentes é comparável àquela do restante do país. Além de ter recebido imigrantes diretamente da Espanha, o estado ainda abrigou imigrantes desiludidos com a situação em estados como São Paulo. O mesmo aconteceu com italianos e japoneses, que muitas vezes passaram por outros estados, sobretudo nas regiões Sul e Sudeste, antes de se estabelecerem no sul matogrossense.

## Ásia

### Imigração japonesa

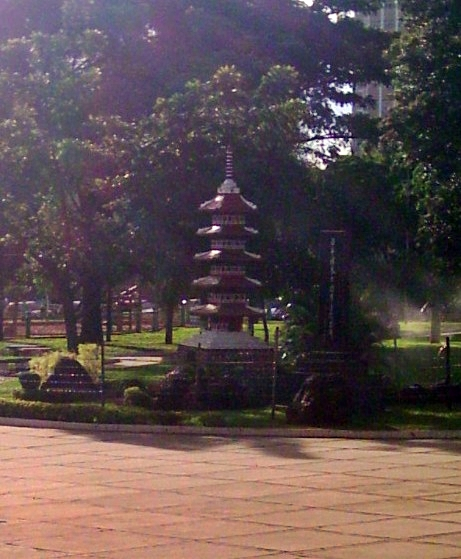
Monumento à imigração japonesa, em Campo Grande.

A porcentagem japoneses e descendentes no estado de Mato Grosso do Sul é relativamente alta. No dia 18 de junho de 1908, o navio Kassato Maru chegou ao porto de Santos, trazendo 781 imigrantes. Desses, 26 famílias viriam para o sul matogrossense, atraídos por suas terras férteis, pouco exploradas, e seu clima agradável.
A necessidade de mão-de-obra para a construção da Estrada de Ferro Noroeste do Brasil, com muito boa remuneração para a época, também trouxe imigrantes desiludidos com as fazendas de café de São Paulo e Minas Gerais. Em 1909, um grupo de 75 imigrantes - a maioria de natural de Okinawa - partiu de Santos em um cargueiro fretado pela construtora da ferrovia e vieram pelo estuário do Rio da Prata, até Porto Esperança, na base das obras da ferrovia, já em Mato Grosso. Outros, ainda, vieram pelo Peru.
Devido às dificuldades encontradas na construção da ferrovia, como doenças e ataques indígenas, muitos imigrantes japoneses desistiram do trabalho e se concentraram em cidades como Campo Grande e Três Lagoas, onde se dedicaram à produção de hortifrutigranjeiros, seda e ao setor de serviços. Seu sucesso trouxe outros imigrantes japoneses para a região.

### Imigração sírio-libanesa
Cerca de 5% da população sul-matogrossense é composta de árabes ou árabe-descendentes, porcentagem alta em comparação a outras regiões do Brasil.
A partir de 1912, fugindo de conflitos no Oriente Médio, sírios, libaneses, turcos e armênios passaram a chegar ao porto de Santos. Dessa cidade, partiram para o porto de Corumbá, o portal de entrada para o Centro-Oeste e o pólo comercial de Mato Grosso. De lá, dispersaram-se para outras cidades do estado. Muitos outros também chegaram através Estrada de Ferro Noroeste do Brasil, a qual ajudaram a construir. Mesmo antes de terminada a construção da estrada de ferro, no entanto, já passavam a se dedicar ao comércio, sua principal atividade.

## América do Sul

### Imigração paraguaia e boliviana
Os paraguaios e bolivianos são dois dos maiores grupo étnico estrangeiro em Mato Grosso do Sul, tendo se estabelecido na região desde a demarcação da fronteira entre o estado e aquele país. Os Paraguaios constituíram, por exemplo, a grande parte da mão-de-obra da Companhia Mate Laranjeira.
A influência cultural paraguaia é notável, seja pelo consumo de erva-mate, em forma de tereré, seja pelas polcas paraguaias, guarânias e chamamés, ou seja pelas chipas. Foi após uma receita caseira paraguaia que se criou o Hospital Adventista do Pênfigo, hoje referência no tratamento do "fogo selvagem", ou pênfigo. Já os bolivianos introduziram o hábito da salteña (tipo de pastel assado recheado com frango e batata).

## África
O território sul-mato-grossense serviu de refúgio para vários negros fugidos durante o período da escravidão e referências a esta região estão presentes em canções folclóricas, como as utilizadas em práticas de capoeira. 
A canção "Paranauê" (Paranauê, Paranauê, Paraná…), por exemplo, alude à liberdade que os escravos encontrariam para além do Rio Paraná, no atual território de Mato Grosso do Sul, onde não seriam caçados por feitores ou bandeirantes. Há, no entanto, uma interpretação desta canção como fazendo referência ao estado do Paraná, o que é uma leitura errônea uma vez que o estado do Paraná somente foi criado em 1853, sendo a canção muito mais antiga – a capoeira em si data de antes de 1770. Portanto, o Paraná da letra é o Rio Paraná, e não o estado, que recebeu seu nome devido ao rio. Outra prova disso é o fato de que o estado de Mato Grosso do Sul também possui uma das maiores quantidades de comunidades quilombolas no Brasil.